# عملیات شمشیر سوزان
عملیات شمشیر سوزان که با عنوان حمله به اوسیراک نیز شناخته می‌شود، عملیاتی غافلگیرانه توسط نیروی هوایی ارتش جمهوری اسلامی ایران علیه نیروگاه هسته‌ای در حال ساخت اوسیراک در عراق بود که در ۸ مهر ۱۳۵۹ در سال نخست جنگ ایران و عراق برنامه‌ریزی و اجرا شد. در این عملیات، جنگنده‌های اف-۴ ایران با نفوذ به عمق خاک عراق تأسیسات هسته‌ای اوسیراک یا تموز-۱ در مرکز تحقیقات اتمی التویثه را که در آستانه تکمیل و دریافت سوخت بود، بمباران کردند. هدف نیروی هوایی ایران از حمله به این تأسیسات، بازداشتن رژیم عراق از تبدیل شدن به قدرت اتمی بود.
در این عملیات، به‌دلیل کمبود اطلاعات از وضعیت رآکتور، مشکل در سوخت‌گیری هوایی و خطر نشت آلاینده‌های هسته‌ای به شهرهای اطراف نظیر بغداد، هدف اصلی حمله، منهدم کردن تأسیسات جانبی اطراف رآکتور به‌جای خود رآکتور بود.
این حمله پیشگیرانه، نخستین حملهٔ هوایی به یک رآکتور هسته‌ای و یکی از سه حمله به تأسیسات هسته‌ای در طول تاریخ است.
حدود ۹ ماه پس از اجرای این عملیات، نیروی هوایی اسرائیل در عملیات اپرا، تأسیسات اتمی اوسیراک را به‌طور کامل منهدم کرد.

## پیشینه
سال‌ها پیش از انقلاب ۱۳۵۷، ایران و اسرائیل (که در آن زمان متحدان غیررسمی بودند) رآکتور هسته‌ای اوسیراک عراق را زیر نظر داشتند. پس از انقلاب اسلامی، دولت جدید ایران نظارت خود را بر این رآکتور افزایش داد تا جایی که روابط ایران با فرانسه، کشور سازندهٔ رآکتور، آسیب دید. علی‌رغم خصومت رسمی بین خمینی و متحدانش با اسرائیل و لفاظی‌های ضد اسرائیلی، برخی از عناصر ایرانی و دولت اسرائیل، گاهی به‌صورت مخفیانه به یکدیگر کمک و با هم تبادل اطلاعات می‌کردند زیرا دشمن مشترک آن‌ها عراق بود. حتی پس از گذشت ۸ سال از انقلاب ۱۳۵۷، در سال ۱۹۸۷، اسحاق رابین، نخست‌وزیر اسرائیل اظهار داشته‌است که:
«ایران بهترین دوست ماست و ما قصد نداریم در این رابطه، موضع خود را تغییر دهیم، چرا که رژیم خمینی تا ابد نمی‌ماند.»
با آغاز جنگ ایران و عراق، ایران به‌طور فزاینده‌ای نگران تولید جنگ‌افزار هسته‌ای توسط عراق بود. پیش از آغاز جنگ، ایران یک طرح اضطراری برای حمله به اوسیراک داشت اما پس از انقلاب، مشکلات زیادی برای ارتش ایران به‌وجود آمد. ایران روابط خود با تأمین‌کنندهٔ اصلی تجهیزات نظامی خود یعنی آمریکا را از دست داده بود. با دشوار شدن تهیهٔ قطعات یدکی، بسیاری از هواپیماهای نظامی ایران غیرفعال و زمین‌گیر شده بودند. اسرائیلی‌ها اما به‌صورت مخفیانه برخی از قطعات یدکی را برای نیروی هوایی ایران تهیه و ارسال می‌کردند.
به‌دلیل از هم‌گسیختگی روابط با ایالات متحده، نیروی هوایی ایران، هیچ عکس ماهواره‌ای جدیدی از محل تأسیسات اوسیراک نداشت. آژانس‌های اطلاعاتی اسرائیل و سوریه هر دو گزارش می‌دادند که کار بر روی رآکتورهای عراق، در حال پیشرفت است، بنا به پیشنهاد اسرائیل، مقرر شد که نیروی هوایی ایران، به خود رآکتورها حمله نکند و به‌جای آن به آزمایشگاه‌های تحقیقات هسته‌ای، ساختمان کنترل رآکتورها و تأسیسات آموزشی ضربه زند.

## برنامهٔ هسته‌ای عراق
عراق برنامهٔ هسته‌ای خود را در دههٔ ۱۹۶۰ آغاز کرده بود و در اواسط دههٔ ۱۹۷۰ به‌دنبال توسعهٔ آن از طریق دستیابی به یک رآکتور هسته‌ای بود. عراق پس از ناکامی در متقاعد کردن دولت فرانسه برای فروش یک رآکتور تولید پلوتونیم و کارخانهٔ بازفرآوری و همچنین ناتوانی در متقاعد کردن دولت ایتالیا برای فروش یک رآکتور هسته‌ای سایرن (CIRENE)، دولت فرانسه را متقاعد کرد که یک رآکتور تحقیقاتی کلاس اوسایریس (Osiris) به آن‌ها بفروشد. قرارداد خرید این رآکتور تحقیقاتی همچنین شامل یک رآکتور کوچک‌تر از نوع Isis و فروش ۷۲ کیلوگرم اورانیوم غنی‌شده ۹۳ درصد و آموزش پرسنل بود. هزینهٔ کل این قرارداد، ۳۰۰ میلیون دلار اعلام شد. در نوامبر ۱۹۷۵ عراق و فرانسه توافقنامهٔ همکاری هسته‌ای را امضا کردند و در سال ۱۹۷۶ فروش رآکتور، نهایی شد.
راه‌اندازی یک رآکتور هسته‌ای آب سبک ۴۰ مگاواتی در سال ۱۹۷۹ در مرکز تحقیقات هسته‌ای التویثه در نزدیکی بغداد آغاز شد. رآکتور اصلی توسط فرانسوی‌ها اوسیراک (Osiraq) نامیده شد. عراق رآکتور اصلی را تموز و رآکتور کوچک‌تر را تموز ۲ نامید. تموز، ماه بابلی بود که حزب بعث در سال ۱۹۶۸ در عراق به قدرت رسیده بود. در ژوئیهٔ ۱۹۸۰، عراق محموله‌ای به وزن حدود ۱۲٫۵ کیلوگرم سوخت اورانیوم بسیار غنی‌شده (HEU) برای استفاده در رآکتورهای خود را از فرانسه تحویل گرفت. این محموله نخستین محموله از شش محمولهٔ برنامه‌ریزی‌شده در مجموع، به وزن ۷۲ کیلوگرم بود. طبق گزارش‌ها، در قرارداد خرید مقرر شده بود که اورانیوم بسیار غنی‌شدهٔ موجود در عراق، باید همواره کمتر از ۲۵ کیلوگرم باشد.

عراق و فرانسه ادعا می‌کردند که رآکتور عراق برای تحقیقات علمی صلح‌آمیز در نظر گرفته شده‌است. در یک سخنرانی در سال ۲۰۰۳، ریچارد ویلسون، استاد فیزیک در دانشگاه هاروارد که رآکتور نیمه‌آسیب‌دیده را در دسامبر ۱۹۸۲ به‌صورت بصری بازرسی کرده بود، گفت که «جمع‌آوری پلوتونیم کافی [برای یک سلاح هسته‌ای] در اوسیراک، ده‌ها سال طول می‌کشد.» در سال ۲۰۰۵، ویلسون در آتلانتیک اظهار داشت:
رآکتور اوسیراک که در ژوئن ۱۹۸۱ توسط اسرائیل بمباران شد توسط مهندس فرانسوی ایو ژیرار به‌گونه‌ای طراحی شده بود که کاملاً برای ساخت بمب، نامناسب باشد. این موضوع، برای من در بازدید سال ۱۹۸۲ آشکار بود.
ویلسون در جای دیگری می‌گوید:
بسیاری ادعا می‌کنند که بمباران رآکتور اوسیراک عراق، برنامهٔ بمب هسته‌ای عراق را به تأخیر انداخته، اما برنامهٔ هسته‌ای عراق تا پیش از سال ۱۹۸۱ صلح‌آمیز بود و رآکتور اوسیراک نه تنها برای ساخت بمب مناسب نبود، بلکه تحت نظارت‌های شدید قرار داشت.
ویلسون در مصاحبه‌ای در سال ۲۰۱۲ دوباره تأکید کرد: «عراقی‌ها نمی‌توانستند در اوسیراک جنگ‌افزار هسته‌ای تولید کنند. من از هر دانشمندی در جهان دعوت می‌کنم که به من نشان دهد چگونه این کار، امکان‌پذیر بوده‌است.» برخلاف نظر ویلسون، آژانس اطلاعاتی خصوصی آمریکایی استراتفور در سال ۲۰۰۷ نوشت که آن رآکتور اورانیومی «به‌نظر می‌رسید که در آستانهٔ تولید پلوتونیم برای یک برنامهٔ تسلیحاتی است».
عراق یکی از امضاکنندگان پیمان عدم اشاعه سلاح‌های هسته‌ای بود و رآکتورهای خود را تحت پادمان آژانس بین‌المللی انرژی اتمی (IAEA) قرار داد. در اکتبر ۱۹۸۱، بولتن دانشمندان اتمی گزیده‌ای از شهادت راجر ریشتر، بازرس سابق آژانس بین‌المللی انرژی اتمی را منتشر کرد که ضعف‌های پادمان‌های هسته‌ای آژانس را برای کمیته روابط خارجی سنای ایالات متحده توصیف کرد. ریشتر شهادت داد که تنها بخشی از تأسیسات هسته‌ای عراق، تحت نظارت است و حساس‌ترین تأسیسات آن حتی مشمول پادمان نمی‌شوند. سیگوارد اکلوند، مدیر کل آژانس بین‌المللی انرژی اتمی اما اعلام کرد که ریشتر هرگز اوسیراک را بازرسی نکرده و هرگز مأمور بازرسی چنین تأسیساتی در خاورمیانه نشده‌است. اکلوند مدعی شد که رویه‌های پادمان، مؤثر بوده و اوسیراک، با اقدامات پیشگیرانه‌ای که توسط تأمین‌کنندگان هسته‌ای انجام شده، تکمیل شده‌است. آنتونی فاینبرگ، فیزیکدانی از آزمایشگاه ملی بروکهیون، ادعای ریشتر مبنی بر این‌که برنامهٔ پردازش سوخت برای ساخت جنگ‌افزارهای هسته‌ای می‌توانست مخفیانه انجام شده باشد را رد کرد. فاینبرگ می‌نویسد: «به‌سختی در آن سایت، سوخت کافی برای ساخت یک بمب وجود داشت و حضور صدها تکنسین خارجی باعث می‌شد که عراقی‌ها نتوانند اقداماتی مخفیانه در این زمینه انجام دهند.»

تأسیسات اتمی اوسیراک، یکی از مهم‌ترین اماکنی بود که رژیم صدام حسین به‌شدت از آن محافظت می‌کرد و ادعا داشت که سدی نفوذناپذیر است. این تأسیسات در ۱۷ کیلومتری جنوب شرقی بغداد، پایتخت عراق قرار داشت. رژیم صدام حتی عنوان می‌کرد که این تأسیسات در آیندهٔ جنگ، می‌تواند نقش عمده‌ای ایفا کند. صدام حسین، رئیس‌جمهور وقت عراق، از احداث این تأسیسات، هدف ساختن جنگ‌افزار هسته‌ای را دنبال می‌نمود. این مطلب بارها توسط صدام اعلام شده بود. او حتی در سخنرانی‌های خود علناً اعلام کرده‌بود:
عراق اولین کشور عربی خواهد بود که بمب اتم را ساخته و به تکنولوژی آن دست می‌یابد.
تبدیل شدن عراق به قدرتی اتمی به‌ویژه برای ایران که در آن زمان در حال جنگ با عراق بود و اسرائیل که روابط خوبی با عراق نداشت خطر بزرگی محسوب می‌شد.

## طراحی عملیات
به‌دلیل اهمیت بالای این تأسیسات برای عراق در اطراف تأسیسات اوسیراک پدافندهای زمین‌به‌هوا شامل یک سایت موشکی سام ۶ در ۲ کیلومتری جنوب شرق تأسیسات، سه آتشبار از موشک‌های فرانسوی رولند ۲ در فاصله‌های ۵۰۰ متری و بین ۳۰ تا ۴۰ قبضه توپ ضدهوایی ۲۳ و ۵۷ میلی‌متری که همگی توسط رادار هدایت می‌شدند، به‌کار گرفته شده بود. مشکل اصلی برای خلبانان نیروی هوایی ایران در حمله به اوسیراک همین موشک‌های رولند ۲ بود. دستگاه‌های اخلالگر الکترونیکی (ECM) نصب‌شده بر روی فانتوم‌های ایرانی قابلیت اخلال در عملکرد رولند ۲ در اختیار نداشت. به همین منظور باید دو اصل سبک بودن جنگنده‌ها و انجام شدن سریع حملات، در انجام این عملیات رعایت می‌شد.
طبق نقشهٔ عملیات، می‌بایست پس از سوخت‌گیری، فانتوم‌ها به دو گروه تقسیم شوند، گروه اول ارتفاع خود را افزایش داده از مرز عبور کنند تا رادارهای عراقی آن‌ها را دیده و توجه آن‌ها از گروه دوم منحرف شود. در این هنگام گروه دوم باید ارتفاع خود را کم کرده با حداکثر سرعت به سمت اوسیراک حمله کند. افزایش ارتفاع برای گروه اول بسیار خطرناک بود به این دلیل که با افزایش ارتفاع احتمال هدف قرار گرفتن گروه اول توسط موشک‌های سطح‌به‌هوا تا ۸۰٪ افزایش می‌یافت ولی خلبانان خطرات آن را پذیرفتند. گروه اول می‌بایست نیروگاه برق بغداد را نیز بمباران می‌کرد.
پایگاه نوژه که یکی از مهم‌ترین پایگاه‌های هوایی ایران بود، مأمور انجام این عملیات شده بود. شب قبل از عملیات، بنا به دستور صادره، مسئولان فنی تا صبح بیدار بودند. آن‌ها وظیفه داشتند در تاریکی شب و با رعایت اصول حفاظتی، چهار فروند هواپیمای جنگنده بمب‌افکن اف-۴ را آمادهٔ عملیات کنند. هر هواپیما به شش بمب ۵۰۰ پوندی ام‌کی۸۲ و دو تیر موشک هوابه‌هوای راداری اسپارو مجهز شدند. همچنین محل‌های قرارگیری فشنگ‌های مسلسل ۲۰ میلی‌متری ام۶۱ والکان فانتوم با حداکثر تعداد فشنگ، مسلح شد.

## شرح عملیات
در اولین ساعات صبح روز ۸ مهر ۱۳۵۹ (۳۰ سپتامبر ۱۹۸۰)، چهار فروند فانتوم مسلح متعلق به گردان ۳۳ پایگاه سوم شکاری همدان با قرار گرفتن در ابتدای باند پرواز، آمادهٔ پرواز شدند. در همین زمان یک فروند هواپیمای سوخت‌رسان ۷۰۷ با اسکورت دو فروند تامکت مسلح به موشک‌های دوربرد فونیکس به پرواز درآمده بود و به‌سوی منطقهٔ ملاقات با فانتوم‌ها پیش می‌رفتند. در نقطهٔ ایستایی، فانتوم‌ها با تانکر سوخت‌رسان ملاقات کرده و کار سوخت‌گیری انجام شد. پس از اتمام عملیات سوخت‌گیری، فانتوم‌ها به سمت مرز حرکت کرده و پیش از عبور از مرز، طبق طرح قبلی به دو گروه دو فروندی تقسیم شدند گروه اول شروع به افزایش ارتفاع کرد، این افزایش ارتفاع به قدری زیاد بود که رادارهای عراق به‌راحتی می‌توانستند آن‌ها را ردگیری کنند و به همین دلیل متوجه گروه دیگر که در ارتفاع بسیار پایینی پرواز می‌کردند نشدند. پس از عبور گروه دوم از مرز، گروه اول بلافاصله ارتفاع خود را بسیار کم کرده و با سرعت به‌سمت نیروگاه برق بغداد روانه می‌شود. در این هنگام گروه دوم به لیدری سرگرد محمد حسن قهستانی در راه تأسیسات اوسیراک بود. با توجه به سرعت بالای فانتوم‌ها و همچنین پرواز در ارتفاع پایین، هرلحظه امکان داشت هواپیماها با کابل‌های برق و عوارض طبیعی برخورد کنند.
در حدود ۴ کیلومتری تأسیسات، فانتوم‌ها خود را برای زدن ضربهٔ نهایی آماده کردند و به‌سرعت ارتفاع خود را افزایش دادند و در یک موقعیت مناسب با شیرجه‌ای دقیق همهٔ ۱۲ بمب خود را بر روی هدف رها کردند. بنابر گزارش خلبانان ایرانی، کل زمانی که فانتوم‌ها بر روی تأسیسات بودند به ۶ ثانیه هم نمی‌رسید، به همین جهت هیچ‌کدام از پدافندهای مستقر در تأسیسات فرصت این که به هواپیماها شلیک کنند را پیدا نکردند. در همین زمان و در نقطه‌ای دیگر گروه اول به هدف خود رسیده و نیروگاه برق نزدیک بغداد را با موفقیت کامل منهدم می‌کند.
عملیات این گروه به قدری با دقت انجام شده بود که شهر بغداد تا چند روز بعد از آن حمله برق نداشتند.

## نتایج عملیات
علی‌رغم این‌که عملیات بدون هیچ‌گونه تلفاتی به پایان رسید و خواسته‌های عملیات توسط هر دو گروه محقق گردید، ولی قدرت تخریبی بمباران به حدی نبود که قابل جبران نباشد. این عملیات دقیق عملاً چند ماه پیشروی پروژه را به عقب بازگرداند ولی عراقی‌ها از ادامهٔ فعالیت برای ساخت این رآکتور ناامید نشدند. از این‌رو آن‌ها با کمک کارشناسان فرانسوی اقدام به بازسازی نیروگاه نمودند.
پس از چند روز از پایان این عملیات، نیروی هوایی تصمیم گرفت برای مطلع شدن از میزان خسارات وارده، از منطقهٔ اوسیراک، عکس‌برداری هوایی کند.
بنابراین می‌بایست یک فروند فانتوم شناسایی آراِف-۴ئی بر روی منطقه پرواز کرده و عکس‌های لازم را تهیه کند تا میزان خسارت وارد به اوسیراک را بررسی نماید؛ لذا یک فروند فانتوم شناسایی آراِف-۴ئی با اسکورت دو فروند فانتوم مسلح به موشک‌های هوابه‌هوا، به‌سمت هدف به پرواز درآمد. پس از ورود به خاک عراق، فانتوم‌های اسکورت برای جلب توجه رادارهای عراق سمت خود را تغییر می‌دهند تا هواپیمای فانتوم شناسایی بدون هیچ مزاحمتی به راه خود ادامه دهد. فانتوم شناسایی درحالی که هیچ گونه مهماتی را حمل نمی‌کرد، در ارتفاع پایین و با سرعت به‌سمت اوسیراک در حرکت بود و در نهایت در ارتفاع خیلی پایین از جنوب تأسیسات اوسیراک وارد این منطقه شد و با سرعت از روی تأسیسات اوسیراک عبور کرد. در لحظهٔ عبور، دوربین‌های فانتوم شناسایی مشغول ثبت عکس‌های هوایی از محل عملیات بود. فانتوم شناسایی بلافاصله گردش کرده و با تمام سرعت به سمت ایران حرکت می‌کند. در نزدیکی مرز دو فروند فانتوم مسلح منتظر او بودند و فانتوم شناسایی با اسکورت آن‌ها به سلامت در پایگاه هوایی نوژه به زمین می‌نشیند. پس از ظهور عکس‌ها، میزان خسارات وارده به اوسیراک و موفقیت عملیات تأیید شد.
حدود هشت ماه پس از این عملیات، نیروی هوایی اسرائیل عملیات مشابهی با نام عملیات اپرا با ۸ فروند اف-۱۶ انجام داد و موفق به انهدام کامل تاسیسات اتمی اوسیراک شد.

## واکنش عراق
مقامات رژیم صدام حسین پس از عملیات مدعی شدند که حملهٔ فانتوم‌های ایران به آن‌جا موفق نبوده و خسارت وارده بسیار کم بوده‌است. آن‌ها همچنین مدعی شدند که این حمله کار اسرائیل بوده و آن‌ها با تغییر رنگ فانتوم‌های خود به‌شکل فانتوم‌های ایران این کار را انجام داده‌اند.
دو روز پس از حملهٔ هواپیماهای ایرانی، گزارش این عملیات از شبکهٔ تلویزیونی تی‌اف۱ فرانسه پخش شد. که آتش‌سوزی گسترده در نیروگاه هسته‌ای تموز و رفت و آمد خودروهای آتش‌نشانی و آمبولانس‌ها را نشان می‌داد.

### اقدامات تلافی‌جویانه
حداقل ۵ حمله علیه نیروگاه هسته‌ای بوشهر متعلق به ایران از جانب رژیم صدام حسین انجام شد.